# Rasmus Hastrup
Rasmus Hastrup er en dansk forfatter, oversætter og debattør. (født 21. april 1971 i København)
Rasmus Hastrup blev cand.mag i engelsk og litteraturvidenskab fra Københavns Universitet i 2001, og har siden været aktiv som oversætter, både i akademiske oversætterkredse samt som aktiv oversætter, med en lang række oversættelser fra engelsk til dansk. Rasmus Hastrup debuterede som forfatter i 2016 med novellesamlingen Liv.
Rasmus Hastrup er ældste søn af professor Kirsten Hastrup. Han bor i København og har fire børn.

## Debattør
Rasmus Hastrup har været aktiv i debatten om religioners betydning i samfundet. Han har været aktiv på den ateistiske side af diskussionen.

## Oversætter
Rasmus Hastrup har oversat bøger af Paul Auster, George Orwell, Don DeLillo, Siri Hustvedt, John Irving, J.M. Cotzee, Arnold Schwarzenegger og mange andre, til dansk fra engelsk. Han er ligeledes aktiv i redigeringen af Dansk oversætterleksikon, samt en aktiv deltager i den akademiske del af oversætterverden.